# 37 Stitches
37 Stitches — восьмий сингл американського рок-гурту Drowning Pool, третій з їх третього студійного альбому Full Circle. Випущений у серпні 2008 року. Це перша пісня гурту, що увійшла до п'ятірки лідерів у чарті Billboard Hot Mainstream Rock Tracks. Вона також була використана як одна з фонових пісень мобільного застосунку Tap Tap Revenge 2 у iPhone OS. Крім того, композиція стала першою піснею Drowning Pool, яка увійшла в чарт Rock Songs, досягши 42-ї позиції.
Із його відлунням гітар та чистим вокалом, сингл, «37 Stitches» має в загальному м'яке звучання та сумну атмосферу, порівняно із попередніми синглами. Начебто стосовно цієї пісні, барабанщик гурту Майк Льюс стверджував у інтерв'ю:

| «В нас є трохи типової, дуже енергійної музики Drowning Pool. А тут ви отримуєте трохи більше мейнстрімового акустичного року, як в гурту Alice in Chains» Оригінальний текст (англ.) «We have got some old school typical Drowning Pool high energy music. But then you got some more mainstream Alice in Chains acoustic rock.» |

## Список композицій
| #  | Назва         | Тривалість |
| -- | ------------- | ---------- |
| 1. | «37 Stitches» | 3:52       |

## Учасники
- Раян Мак-Комбз — вокал
- Сі-Джей Пірс — гітара
- Майк Льюс — ударні
- Стіві Бентон — баси